# Fatih Mehmet Maçoğlu
Fatih Mehmet Maçoğlu (ur. 20 grudnia 1968 w Çemberlitaş w prowincji Tunceli) – turecki polityk, burmistrz Ovacık oraz Tunceli z ramienia Komunistycznej Partii Turcji, pracownik laboratoryjny. 

## Życiorys
Urodził się w 20 grudnia 1968 we wsi Çemberlitaş w prowincji Tunceli w rodzinie kurdyjskiej. Uczęszczał do szkoły podstawowej w Ovacık i liceum ogólnokształcącego w Bingöl. Karierę zawodową rozpoczął jako urzędnik ds. zdrowia w dystrykcie Bozkır w prowincji Konya w 1989. W latach 1992-2007 pracował w miejscowości Pertek w prowincji Tuncela. 
W 2014 został wybrany na burmistrza Ovacıku, gdzie zasłynął z wdrażania inicjatyw takich jak bezpłatny transport publiczny i projektów rolniczych, takich jak hodowla pszczół i uprawa ciecierzycy, z których zyski przeznaczono na wsparcie studentów uniwersytetu. Zachęcał również do otwarcia kilku bibliotek w Ovacıku. 
W wyborach lokalnych w 2019 został wybrany na burmistrza Tunceli, stolicy prowincji. Pozostał nim do wyborów samorządowych w 2024, kiedy wystartował na burmistrza dzielnicy Stambułu Kadıköy, ale przegrał. 